# Poiana Maggiore
Poiana Maggiore (En véneto: Pojana Maggiore) es un municipio italiano de 4.417 habitantes de la provincia de Vicenza (región del Véneto). Lo más destacado de su patrimonio es una de las villas palladianas declaradas Patrimonio de la Humanidad por la Unesco: la Villa Poiana.

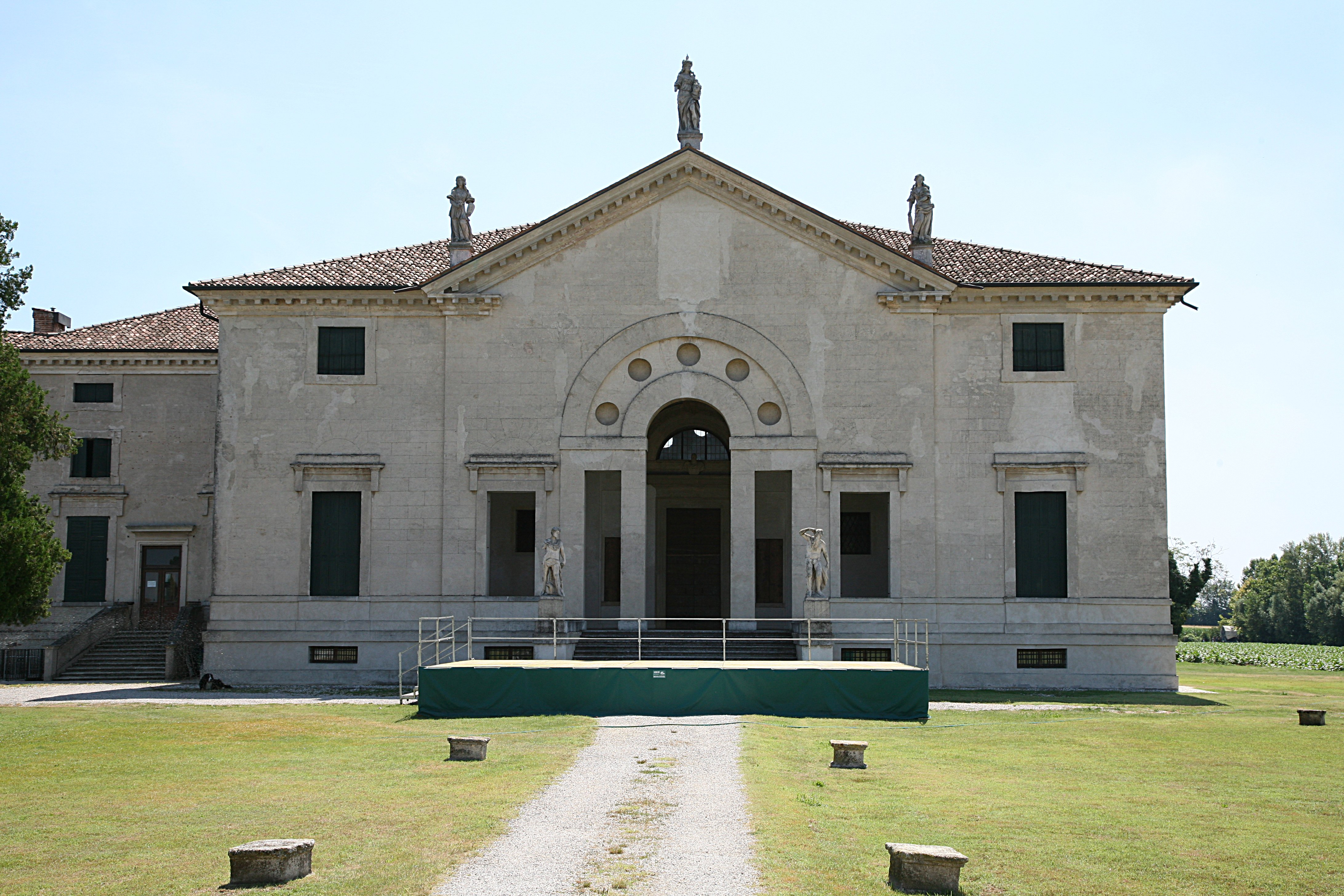
Villa Poiana

## Evolución demográfica
| Gráfica de evolución demográfica de Poiana Maggiore entre 1861 y 2001 |
|                                                                       |
| Fuente ISTAT - elaboración gráfica de Wikipedia                       |